# Aeropus I al Macedoniei
Aeropus I al Macedoniei (în greacă: Ἀέροπος Α ὁ Μακεδών), a fost fiul lui Filip I, stră-nepotul lui Perdiccas, primul rege al Macedoniei, și tatăl lui Alcetas.
La începutul domniei sale, tracii și ilirii au devastat Macedonia, și au realizat o serie de victorii împotriva macedonenilor. În cele din urmă, disperați de incapacitatea lor de a obține o victorie asupra dușmanilor lor, și credința că ei ar putea fi victorioși doar în cazul în care ei ar lupta în prezența regelui lor, armata l-a luat în luptă pe copilul lui Aeropus. Prezența lui a întărit rezistența soldaților, care i-au pus pe traci și iliri pe fugă, în cele din urmă aceștia s-au retras în întregime din Macedonia.
Detalii suplimentare în legătură cu domnia sa nu mai sunt înregistrate.